# Davidioides martini
Espèce
Statut de conservation UICN

 DD  : Données insuffisantes
Davidioides martini est une espèce de libellules de la famille des Gomphidae (sous-ordre des Anisoptères, ordre des Odonates). Elle appartient au genre monotypique Davidioides.

## Répartition
Cette espèce est mentionnée en Inde, dans les Ghats occidentaux.

## Habitat
Il ne semble avoir aucune information disponible sur l'habitat de cette espèce.